# أندرو كونستانس
أندرو كونستانس (بالإنجليزية: Andrew Constance) هو سياسي أسترالي، ولد في 31 أكتوبر 1973. حزبياً، نشط في New South Wales Liberal Party ‏. وقد انتخب Minister for Transport (New South Wales) ‏ (2 أبريل 2015 – ) وفي 2003 New South Wales state election ‏، انتخب عضو الجمعية التشريعية نيو ساوث ويلز عن دائرة Electoral district of Bega ‏ (22 مارس 2003 – ).